# Microchip (personaje)
David Linus Lieberman (también conocido como Microchip o Micro) es un personaje ficticio de Marvel Comics. Creado por el escritor Mike Baron y el artista Klaus Janson, apareció por primera vez en The Punisher #4 (noviembre de 1987) como un aliado del Punisher por años. Ayudó al Castigador al construir armas, suplementando tecnología y brindándole su amistad. En publicaciones más recientes, Microchip evolucionó gradualmente del amigo del Castigador a un enemigo acérrimo.
Micro fue interpretado por Wayne Knight en Punisher: War Zone (2008) y por Ebon Moss-Bachrach en la primera temporada de la serie de televisión The Punisher (2017).

## Historial de publicaciones
Microchip apareció por primera vez en The Punisher vol. 2 #4 (noviembre de 1987) y fue creado por Mike Baron y Klaus Janson.
El personaje se inspiró en Q de la serie de novelas y películas de James Bond.

## Biografía del personaje
David Linus "Microchip" Lieberman fue un hacker legendario en los primeros días del negocio de la piratería, realizando numerosas estafas y hacks mantenidos en temor aún hoy, hasta que una estafa lo llevó muy cerca de los criminales del mundo real que lo obligó a entrar en el "retiro" como un empresario tranquilo sin pretensiones. Esto terminó cuando su sobrino, tratando de seguir los pasos de su tío favorito, fue capturado y asesinado después de que accidentalmente hackeó los ordenadores privados de Wilson Fisk, el Kingpin del Crimen. Aunque personalmente investigaba el asesinato de su sobrino, Lieberman conoció al Punisher y los dos comenzaron a trabajar juntos. La ayuda de Microchip probó un valor inestimable para Castle trabajando no sólo como un hacker y ciber-investigador, sino también ayudando a Castle a manejar y lavar sus finanzas (tomadas de los criminales que asesina), estableciendo y equipando casas de seguridad, entrenar en habilidades más "especializadas", útiles para su guerra contra el crimen, y obteniendo las municiones y los equipos más difíciles de conseguir. Menos obsesionado con la guerra, Microchip también actuó como un consultor de facto con Castle, animándolo a tomar vacaciones y descansos ocasionales para no quemarse o volverse loco.

### The Punisher War Zone
El spin-off de 1992 titulado The Punisher War Zone fue lanzado, escrito por Chuck Dixon y dibujado por John Romita, Jr.. Más tarde se convirtió en una antología fuera de la continuidad. Los primeros números incluyen historias del personaje Micro, donde Linus va lejos para ver un psiquiatra y empezar a actuar en el teatro como parte de su terapia. Después de que Castle descubre esto, los dos tienen un desacuerdo y Micro pasa a la clandestinidad, trabajando como barman.

### Aparente muerte
En última instancia, Castle y Micro tuvieron una caída final justo antes de la cancelación de los tres títulos principales de Punisher en 1995. Esta lucha llegó a su fin en los temas de cierre de Punisher War Journal (vol. 1). Micro tuvo un enfrentamiento con Castle, debido a sus desacuerdos sobre sus métodos, su sensación de que Castle había perdido de vista sus objetivos originales y se había ido por la borda. Poco después, Micro trató de sustituir a Castle con un nuevo "Punisher" elegido a dedo, el ex Marino de la Armada Carlos Cruz. Micro y Castle finalmente se encontraron cara a cara en una de las casas de seguridad de Micro en lo que parecía ser una confrontación final. Un tiroteo se produjo entre los dos antiguos socios. En medio de esta batalla, Micro pareció morir a manos del pícaro agente de S.H.I.E.L.D. "Stone Cold". Castle se trasladó, sin mostrar ningún remordimiento visible sobre la aparente desaparición de su antiguo amigo, señalando que si Stone Cold no hubiera terminado con Microchip, él lo habría hecho.

### Dark Reign
Hood trae a Microchip de entre los muertos y le ofrece llevar a su sobrino a la vida si ayuda a tratar con Punisher. Microchip después envía a Megatak para atacar al aliado hacker del Punisher, Henry. Para empezar el ritual de revivir sobre la familia Castle después de que Punisher es capturado, Microchip le dispara a G.W. Bridge en la cabeza para resucitar a las familias de Microchip y Punisher. Por desgracia, el Punisher se niega y amenaza a Firebrand para quemarlos vivos dejando a Microchip con la pérdida de su hijo.

### In the Blood
En la miniserie Punisher: In the Blood, Punisher regresa a New York City jura encontrar a Microchip y hacerle pagar por el asesinato de G.W. Bridge. Microchip es golpeado por Puzzle. Mientras Microchip es cautivo en la mansión de almacén de Puzzle, es visitado por Stuart Clarke, que es el viejo aliado de Punisher. Stuart explica que su novia fue asesinada por el Punisher y jura hacerlo responsable, pero no logró su venganza. Stuart se va y le dice que el Punisher está viniendo. Cuando Punisher es capturado, Puzzle le permite matar a Microchip cortándole la garganta. El hijo de Puzzle, Henry, se dio cuenta de que su padre estaba manipulando a Punisher y le ayuda a escapar.

## Otras versiones

### MAX
En el universo de Punisher: MAX, Microchip ha sido dado por muerto desde hace algún tiempo. Sin embargo, él vuelve a intentar presionar a Castle a trabajar para la unidad de black ops de la CIA para participar en la caza de terroristas (por ejemplo, Osama bin Laden). Punisher lo rechaza, como él prefiere su autonomía al servicio por contrato a una institución como el gobierno. Microchip le confiesa a Castle que la fuente de financiamiento para la operación llegó de la CIA canalizando armas y heroína fuera de Afganistán. Castle le da a Micro la oportunidad que no ha dado a sus víctimas desde antes de que oficialmente asumiera el papel del Punisher: la oportunidad de correr. Microchip lo rechaza, obligado a ayudar a Castle en un tiroteo de la CIA contra la mafia. Tomando una lesión posiblemente mortal en la lucha, Micro intenta humanizar a Castle de nuevo, sólo para ser recibido con una ronda de escopeta a quemarropa en la cabeza.

## En otros medios

### Televisión
- Microchip aparece en Spider-Man, con la voz de Robert Axelrod. Su apodo es Chip en lugar de Micro. En sus apariciones, junto con el Castigador, actúa como la conciencia de Frank, instándolo a usar armas no letales.[12][13][14]
- Micro aparece en la serie de televisión ambientada en el Marvel Cinematic Universe, interpretado por Ebon Moss-Bachrach.[3]
  - Micro se menciona por primera vez en el episodio "The Writing on the Wall" de Agents of S.H.I.E.L.D., como contacto de Daisy Johnson.
  - Micro es mencionado nuevamente en el episodio de Daredevil, "A Cold Day in Hell's Kitchen", ya que se muestra a Frank recuperando un CD con la palabra "MICRO" escrita en él, antes de incendiar finalmente su casa.
  - Micro hace su debut en pantalla en The Punisher. Él es un exanalista de la NSA y hombre de familia. Después de enviar evidencia de actividades ilegales cometidas en Afganistán por agentes del gobierno al Departamento de Seguridad Nacional, el agente corrupto del DHS, Carson Wolf, intenta matar a Micro. Micro luego pasa a la clandestinidad y envía al video de Punisher evidencia de sus propias actividades cuestionables en Afganistán que llevan a una confrontación entre los dos.[15]

### Películas
- Microchip fue incluido en un primer borrador de la película de 2004 The Punisher por Michael France.[16] Sin embargo, el personaje fue eliminado de la película final ante la insistencia del director y coguionista Jonathan Hensleigh, quien señaló: "Hay un par de años en los que no quería ir; Microchip, la camioneta de batalla, todas esas cosas en las que se puso realmente high-tech; No vamos allí en absoluto. Lo consideré algo muy complejo, demasiado carente del espíritu de un vigilante urbano".[17]
- Microchip aparece en Punisher: War Zone, interpretado por Wayne Knight. Se demuestra que es un aliado de Punisher, que le ofrece un incómodo apoyo cuando Castle mata al agente encubierto de la policía de Nueva York, Nicky Donatelli. Cuando Puzzle y Loony Bin Jim escuchan sobre Microchip, asesinan a su madre discapacitada, lo secuestran y le dan al Castigador la opción de matar a Microchip o Angela Donatelli y su hija Grace (a quienes también secuestraron) o matarán a los tres. Microchip ofrece su propia vida, pero el Punisher usa su única bala contra Loony Bin Jim, quien estaba amenazando a la familia Donatelli. Un indignado Jigsaw dispara a Microchip en la cabeza. The Punisher, ahora enfurecido por la muerte de su compañero, libera a Angela y Grace antes de matar a Puzzle.[18]

### Videojuegos
- Microchip proporciona las sesiones informativas de la misión en The Punisher.[19]
- Microchip tuvo un cameo en el juego de arcade beat 'em up de desplazamiento lateral Punisher, en la pantalla continua, dándole al Punisher reanimación cardiopulmonar.[20]
- Aunque en realidad no es visto, Microchip aparece en juego de Spider-Man con la voz de Christopher Corey Smith. Se le escucha hablando con el Punisher cuando intenta dispararle a Spider-Man con un rifle de francotirador.[21]
- Microchip es un personaje controlable en The Punisher: No Mercy para plataforma PSN.[22]
- Microchip aparece en Marvel: Avengers Alliance. Él es el conductor de la camioneta de batalla del Castigador.[23]